# Simon VI. z Montfortu
Šimon VI. z Montfortu, francouzsky Simon VI de Montfort (duben 1240 – 1271, Siena) byl druhorozený z mnoha synů hraběte Šimona z Montfortu a Eleonory, sestry anglického krále Jindřicha III.
Podporoval svého otce ve sporu s králem Jindřichem a po otcově pádu se několik měsíců schovával na hradě Kenilworth. Poté se zbytkem rodiny odešel do francouzského exilu. Dal do služeb novopečeného sicilského krále Karla z Anjou a zúčastnil se bitvy u Tagliocozza. Roku 1271 společně s bratrem Vítem v kostele v italském Viterbu ubodal svého bratrance Jindřicha. Byla to msta za otcovu smrt. Oba bratři byli exkomunikováni a Šimon téhož roku v klatbě zemřel.